# 로베르트 란크
로베르트 란크(체코어: Robert Lang, 독일어: Robert Lang 로베르트 랑[*], 1970년 12월 19일 ~ )는 체코의 은퇴한 아이스하키 선수이다. 포지션은 센터로 대부분의 선수 생활을 내셔널 하키 리그(NHL)에서 보냈다. 1990년 NHL 드래프트 133위로 로스앤젤레스 킹스의 지명을 받았으며, 1992-93 시즌에 NHL 선수 생활을 시작했다. 이후 보스턴 브루인스, 피츠버그 펭귄스, 워싱턴 캐피털스, 디트로이트 레드윙스, 시카고 블랙호크스, 카나디앵 드 몽레알, 피닉스 카이오티스에서 선수 생활을 하였다.
국제 대회에서는 체코슬로바키아와 체코 소속으로 활약했으며, 올림픽 4회, 세계 아이스하키 선수권 대회 3회, 아이스하키 월드컵 2회 참가하였다. 특히 1998년 동계 올림픽 금메달을 따낸 체코 대표팀의 일원이다.